# 尼古拉·佩沙洛夫
尼古拉·佩沙洛夫（1970年5月30日—），保加利亚、克罗地亚男子举重运动员。他曾代表保加利亚、克罗地亚参加1992年、1996年、2000年和2004年夏季奥林匹克运动会举重比赛，获得一枚金牌、一枚银牌和二枚铜牌。